# 徐氏球蛛
徐氏球蛛（学名：Theridion xui）为球蛛科球蛛属的动物。在中国大陆，分布于湖北等地，多见于杉树的针叶基部。该物种的模式产地在湖北巴东。